# (74290) 1998 SQ136
(74290) 1998 SQ136 – planetoida z pasa głównego asteroid okrążająca Słońce w ciągu 3,63 lat w średniej odległości 2,36 j.a. Odkryta 26 września 1998 roku.